# Márton Szepsi Csombor
Pour les articles homonymes, voir Csombor.
Dans le nom hongrois Szepsi Csombor Márton, le nom de famille précède le prénom, mais cet article utilise l’ordre habituel en français Márton Szepsi Csombor, où le prénom précède le nom.
Œuvres principales
Europica Varietas, Kassa, 1620. (hu)
Udvari Schola, Bártfa, 1623. (hu)
Márton Szepsi Csombor (1595-1622) est un pasteur hongrois. Il est surtout connu pour être l'auteur du premier récit de voyage écrit en langue hongroise ; ce récit, qui porte le titre latin ď'Europica Varietas (« Europe variée » ou « Variété européenne ») a longtemps été considéré comme un des documents les plus précieux sur la Renaissance hongroise.

## Biographie
Fils d'un artisan et/ou d'un riche commerçant, Márton Csombor naît en 1595 à Szepsi (auj. Moldava nad Bodvou, en Slovaquie), non loin de Kassa, l'une des villes principales de la Hongrie du Nord.
Entre 1607 et 1609, son père l'envoie à Késmárk (auj. Kežmarok en Slovaquie), vraisemblablement pour apprendre la langue allemande,. Vers 1611, accompagné de son précepteur, il entreprend un voyage en Transylvanie, à l'époque région hongroise autonome ne dépendant pas de la « Hongrie royale », comme Szepsi. Le voyage terminé, il reste deux ans à Nagybánya (auj. Baia Mare en Roumanie) pour poursuivre ses études de latin et de grec et retourne ensuite les achever en Hongrie royale. Sa formation comportait notamment une connaissance approfondie des classiques de l'Antiquité et de la Renaissance ainsi que les ouvrages des savants et voyageurs hongrois Johannes Honterus, István Szegedi Kis (hu) et Albert Szenczi Molnár. Vers l'âge de vingt ans, il se qualifie pour un poste de maître d'école mais décide d'accomplir un Grand Tour d'Europe. Ayant réuni l'argent nécessaire pour accomplir ce périple, il se rend d'abord en Pologne-Lituanie au printemps 1616, et passe environ deux années à Gdańsk où il étudiera, à l'université (en) de la ville, la théologie protestante, la philosophie, la physique, la géographie et la statistique descriptive telle que l'enseignait le professeur Keckermann. Après avoir terminé ses études au printemps 1618, il expédie ses livres et ses bagages à Cracovie, c'est-à-dire à la frontière polono-hongroise, ne conservant que son sabre, son carnet et sa sacoche en bandoulière avec l'argent nécessaire, et s'embarque pour le Danemark. De là, il se rend en Hollande, en Angleterre, puis débarque dans le port normand de Dieppe, c'est-à-dire en France, le pays de ses rêves, qu'il qualifiera de « plus beau pays du monde ». Il traverse le pays suivant l'itinéraire le plus court Rouen–Paris–Strasbourg et retourne par l'Allemagne et la Bohême à Cracovie, et de là dans sa ville natale, Szepsi, au mois d'août 1618, c'est-à-dire quelques semaines avant le déclenchement de la guerre de Trente Ans qui ravagera l'Europe centrale.
Márton Csombor a effectué une grande partie de ses voyages à pied, car ses moyens financiers ne lui permettaient pas toujours de louer un cheval ; il a traversé seul des pays inconnus dont il ne parlait pas la langue ; quand il n'avait pas trouvé d'auberge, il n'hésitait pas à dormir à même le sol, enveloppé dans sa cape, son sabre posé sur sa poitrine.
À la fin de l'année 1618, Márton Csombor obtient le poste fort bien rémunéré de directeur du collège de Kassa, ville qui sera par la suite occupée par le prince régnant Gabriel Bethlen et rattachée à la principauté de Transylvanie ; il profite de cette nomination pour rédiger un livre comportant la description des pays visités lors de son voyage et les poèmes écrits en cours de route. Lors de la mise au point de cet ouvrage, il s'initiera aux techniques de l'imprimerie et passera une grande partie de son temps à se promener dans la nature pour réfléchir aux détails de son œuvre ; négligeant de ce fait l'enseignement et la direction de son école, au grand mécontentement de la municipalité dont l'école dépendait, il perd son poste, à peu près au moment même où paraît son ouvrage intitulé Europica Varietas, c'est-à-dire vers le printemps 1620. Très vite, il retrouve un emploi et devient le précepteur de Ferenc Nyáry, fils du chef du comitat de Szabolcs, ce qui lui permet d'achever, en un an, un autre manuscrit sur l'éducation morale et religieuse intitulé Udvari Schola (l'« École de la Cour »).
Márton Csombor meurt prématurément à l'âge de 27 ans en 1622 à Varannó (auj. Vranov nad Topľou, en Slovaquie), victime de l'épidémie de peste qui sévissait dans le nord-est de la Hongrie.

## Itinéraire
Ceci est la liste (non exhaustive) des villes traversées par Márton Csombor, :
Košice – Prešov – Tarnów – Sandomierz – Varsovie – Płock – Toruń – Grudziądz – Gdańsk – mer Baltique – Copenhague – Elseneur – Cattégat (détroit) – Skagerrak (détroit) – mer du Nord – Amsterdam – Leyde – Voorschoten – Voorburg – La Haye – Delft – Rotterdam – Dordrecht – Middelbourg – Flessingue – mer du Nord – Londres – Gravesend – Rochester – Canterbury – Douvres – Pas de Calais (détroit) – Dieppe – Rouen – Fleury-la-Forêt – Ecqui (Écouis ?) – Richeville – Chaumont-en-Vexin – Pontoise – Poissy – Argenteuil – Paris – Meaux – La Ferté-sous-Jouarre – Luzancy – Charly-sur-Marne – Romeny-sur-Marne – Chézy-sur-Marne – Château-Thierry – Dormans – Épernay – Beaumont-sur-Vesle – Courmelois – Châlons-sur-Marne – Nettancourt – Laimont – Bar-le-Duc – Longeville-en-Barrois – Nançois-le-Petit – Nançois-le-Grand – Saint-Aubin-sur-Aire – Ménil-la-Horgne – Void-Vacon – Toul – Gondreville – Nancy – Saint-Nicolas-de-Port – Lunéville – Blâmont – Sarrebourg – Phalsbourg – Saverne – Strasbourg – Haguenau – Wissembourg – Bad Bergzabern – Landau in der Pfalz – Spire – Heidelberg – Möckmühl – Bad Mergentheim
– Schäftersheim (de) – Bieberehren – Bad Windsheim – Nuremberg – Sulzbach-Rosenberg – Waidhaus – Kladruby – Plzeň – Bušovice – Rokycany – Mýto – Beroun – Prague – Nymburk – Městec Králové – Jaroměř – Česká Skalice – Náchod – Kłodzko – Nysa – Racibórz – Bytom – Cracovie – Bochnia – Grybów – Košice

## Postérité
Márton Szepsi Csombor a laissé son nom à deux écoles du comitat de Borsod-Abaúj-Zemplén en Hongrie septentrionale : le Szepsi Csombor Márton Gimnázium de Szikszó et la Szepsi Csombor Márton Általános Iskola de Telkibánya.
Le Szepsi Csombor Literary Circle est le nom d'un cercle fondé à Londres en 1964 pour aider à publier les jeunes auteurs hongrois émigrés après l'insurrection de Budapest. Il disparaît en 1989 avec le changement de régime en Hongrie.